# Hindustanen
Hindustanen sind eine Bevölkerungsgruppe indischer Abstammung in Suriname und in den Niederlanden. Die ersten Hindustanen kamen 1873 als Kontraktarbeiter nach Suriname. Sie stammten überwiegend aus dem Ganges-Gebiet im Norden des damaligen Britisch-Indien, was den heutigen Bundesstaaten Bihar und Ost-Uttar-Pradesh entspricht. Seit der Unabhängigkeit Surinames im Jahr 1975 wanderten viele Hindustanen in die Niederlande aus.

## Kontraktarbeiter

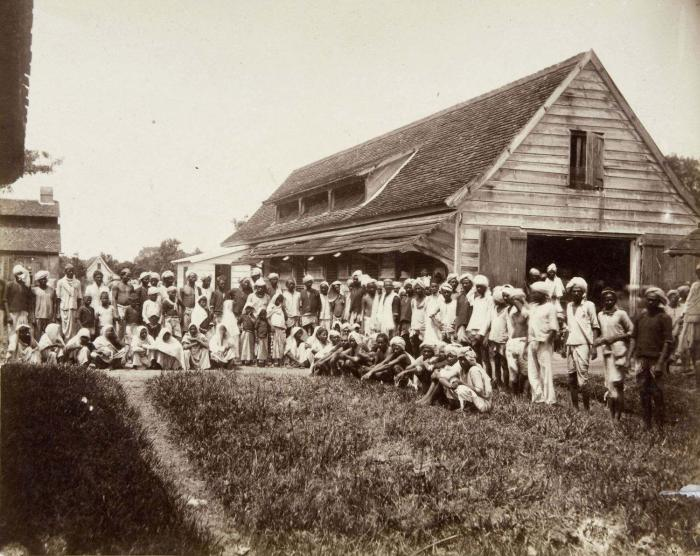
Vertragsarbeiter kurz nach ihrer Ankunft vor dem „Kulidepot“. Hier fand eine kurze medizinische Untersuchung statt. Danach erhielten sie die notwendigen Papiere für die kommenden fünf Jahre Plantagenarbeit.

Nach Abschaffung der Sklaverei am 1. Juli 1863 und dem Ablauf der nachfolgenden zehnjährigen Staatsaufsicht (Arbeitspflicht) in Suriname befürchteten die Niederlande das Abwandern einer großen Zahl der ehemaligen Sklaven von den Plantagen. Um Ersatz zu schaffen, unterzeichnete die niederländische Regierung im September 1870 ein Abkommen mit Großbritannien, das die Anwerbung von Vertragsarbeitern in Britisch-Indien vereinbarte.
Am 5. Juni 1873 betraten die ersten Kontraktanten aus Britisch-Indien surinamischen Boden. Die 399 Passagiere hatten mit dem Segelschiff Lalla Rookh von Kalkutta aus ihre Heimat verlassen, und sie wussten so gut wie nichts über ihren Bestimmungsort.
Die Arbeitsverträge hatten eine Laufzeit von fünf Jahren. Nach Ablauf der Zeit konnten die Hindustanen auf Kosten der niederländischen Regierung nach Indien zurückkehren. Der Minimallohn betrug für einen Mann 60 Cent und für eine Frau 40 Cent pro Tag. Auf politischen Druck von Nationalisten in Britisch-Indien beendete England 1916 das Auswanderungsübereinkommen mit den Niederlanden. In der Zeit von 1873 bis 1916 wurden circa 34.000 Personen von Kalkutta nach Suriname verschifft. Hiervon waren rund 70 % Männer und 30 % Frauen. Von den Frauen waren wiederum 36 % verheiratet und 64 % ledig. Ungefähr ein Drittel der Vertragsarbeiter machte von dem Recht auf bezahlte Rückreise ins Geburtsland Gebrauch.

### Begriff
Hindustan ist ein Begriff für das Herkunftsgebiet dieser Bevölkerungsgruppe, davon abgeleitet sind auch die Begriffe für die wichtigste indische Sprache (Hindi) und die verbreitetsten Glaubensvorstellungen (Hinduismus). Etwa 86 % der angeworbenen Hindustanen waren Glaubensangehörige des Hinduismus und 14 % des Islam (siehe auch Islam in Indien).

### Ehrenmal

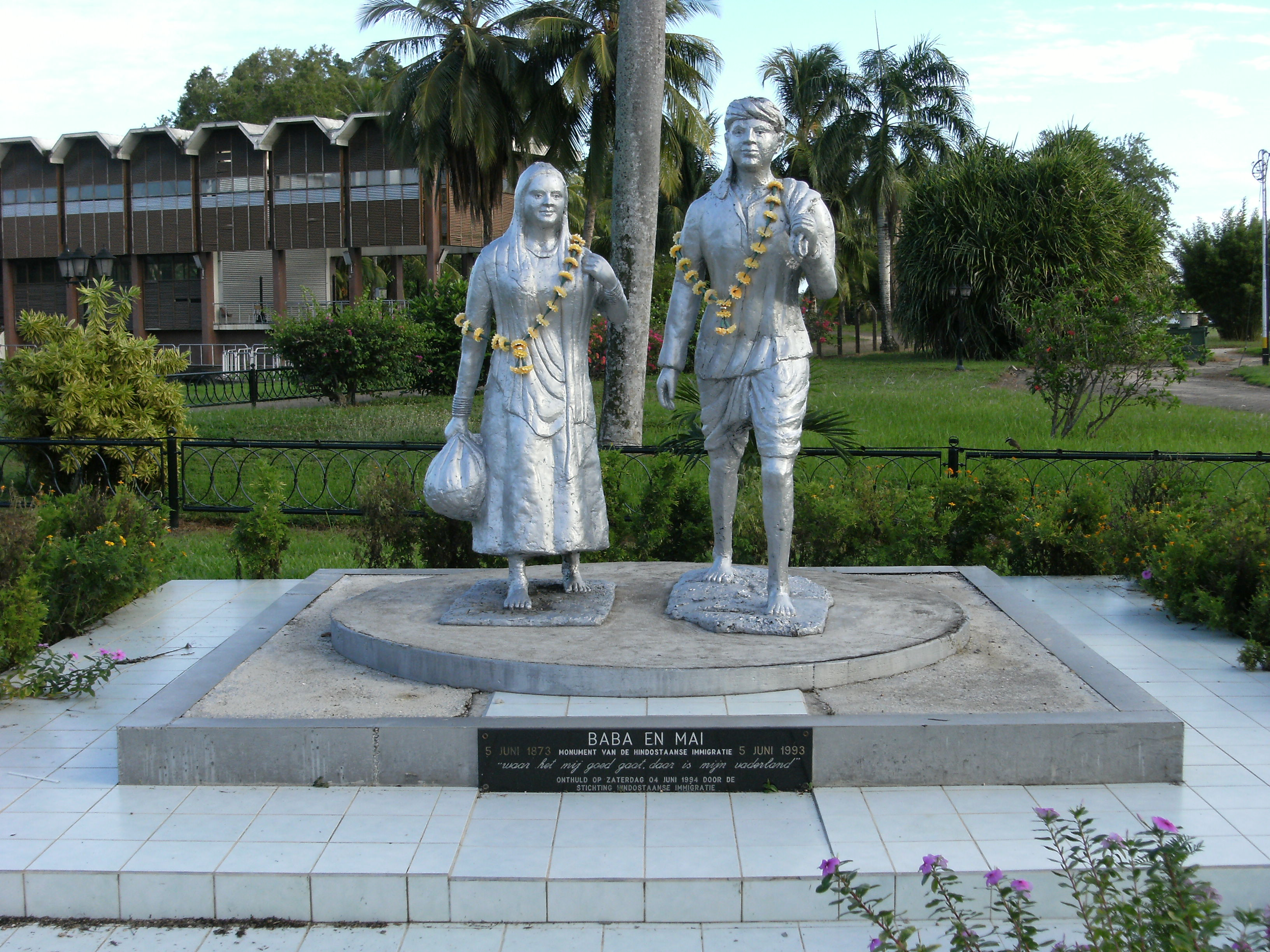
Baba und Mai, Denkmal zu Ehren der Immigranten; links vom Denkmal befand sich das sog. „Kulidepot“

Zum 120. Jahrestag der Einwanderer aus Britisch-Indien wurde 1994 durch die Stiftung hindustanischer Immigration das Monument Baba en Mai enthüllt.
Die Inschrift des Denkmals lautet übersetzt: „Baba und Mai, 5. Juni 1873, Monument der hindustanischen Immigration, 5. Juni 1993. Wo es mir gut geht, ist mein Vaterland. Enthüllt am  Samstag, 4. Juni 1994 durch die Stichting Hindostaanse Immigratie.“
Die Personen Baba und Mai stehen hier symbolisch für die ersten Einwanderer aus Britisch-Indien. Das Denkmal zu Ehren der Einwanderer wurde am Kleine Combéweg in Paramaribo errichtet.

### Anzahl
Bei der 8. Volkszählung im Jahre 2012 gaben 148.443 Personen an, indischer Herkunft zu sein. Das entspricht einem Anteil von 27,4 % an der Gesamtbevölkerung von Suriname.

## Hindustanen in den Niederlanden
Vor und nach der Unabhängigkeit von Suriname am 25. November 1975 emigrierten viele Hindustanen in die Niederlande. Ein Großteil dieser Bevölkerungsgruppe war gegen die Loslösung von den Niederlanden und befürchtete eine unsichere Zukunft im souveränen Suriname. Von den circa 345.000 Niederländern mit surinamischen Wurzeln bilden die Hindustanen mit rund 151.000 Personen die größte Gruppe (Stand: 1. Januar 2011). Sie wohnen vor allem in Den Haag, Rotterdam, Zoetermeer und Almere. Hindustanische Homosexuelle beteiligten sich 2011 zum ersten Mal bei der Canal Parade der Amsterdam Gay Pride.